# Sexdeciljon
Sexdeciljon är talet 1096 i tiopotensnotation, och kan skrivas med en etta följt av 96 nollor, alltså
1 000 000 000 000 000 000 000 000 000 000 000 000 000 000 000 000 000 000 000 000 000 000 000 000 000 000 000 000 000 000 000 000.
Ordet sexdeciljon kommer från det latinska prefixet sexdeca- (sexton) och med ändelse från miljon.
En sexdeciljon är lika med en miljon quindeciljoner eller en miljondel av en septendeciljon.
En sexdeciljondel är 10−96 i tiopotensnotation.